# 코토르바로시

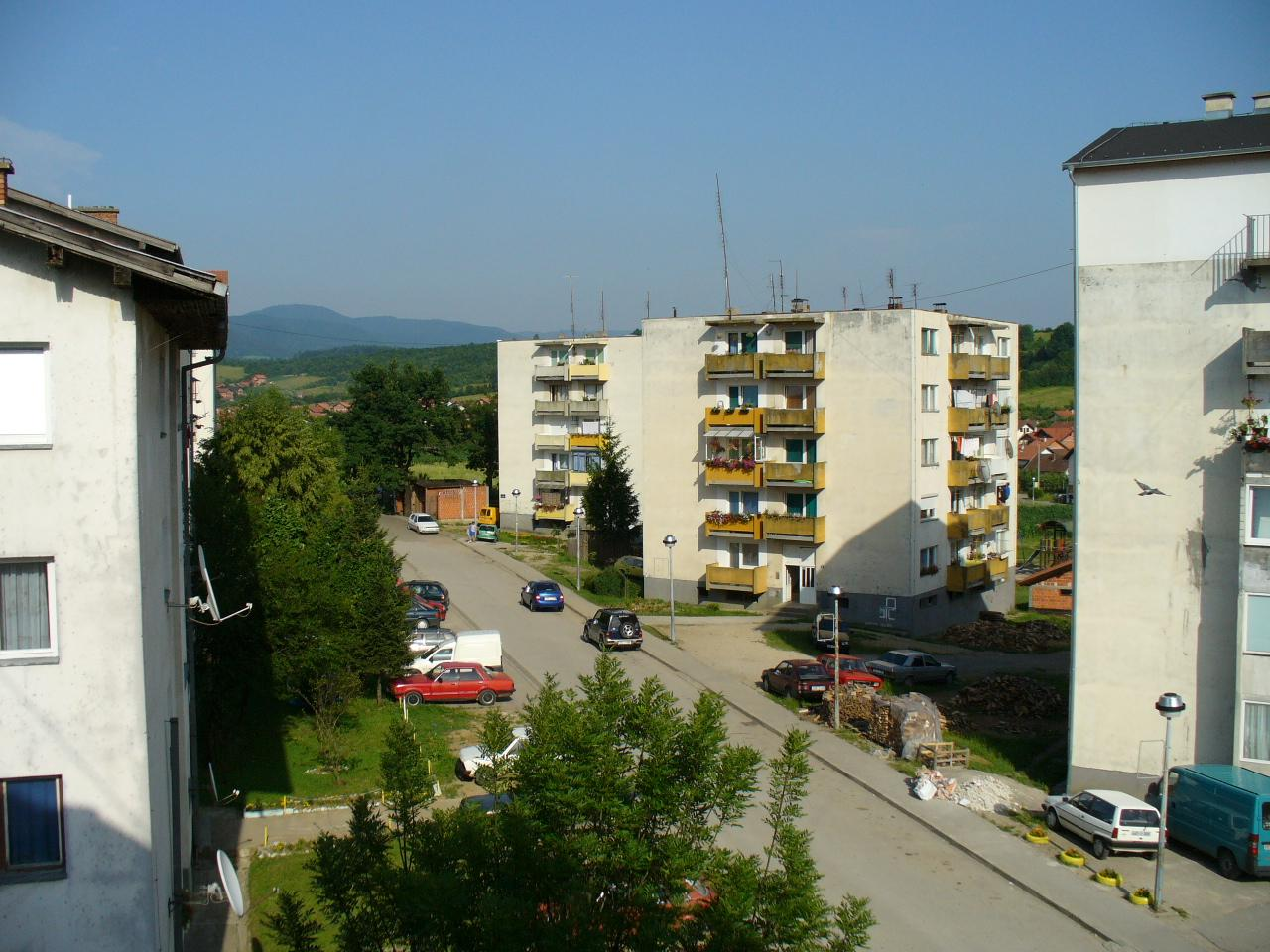
코토르바로시

코토르바로시의 위치

코토르바로시(세르비아어: Котор Варош, Kotor Varoš, 보스니아어: Kotor Varoš, 크로아티아어: Kotor Varoš)는 보스니아 헤르체고비나 북서부에 위치한 도시로 면적은 564.26km2, 인구는 22,001명(2013년 기준), 인구 밀도는 39명/km2이다. 행정 구역상으로는 스릅스카 공화국에 속한다.

시 문장

## 자매 도시
- 세르비아 크랄레보
- 슬로베니아 크란
- 몬테네그로 헤르체그노비